# Copley Square

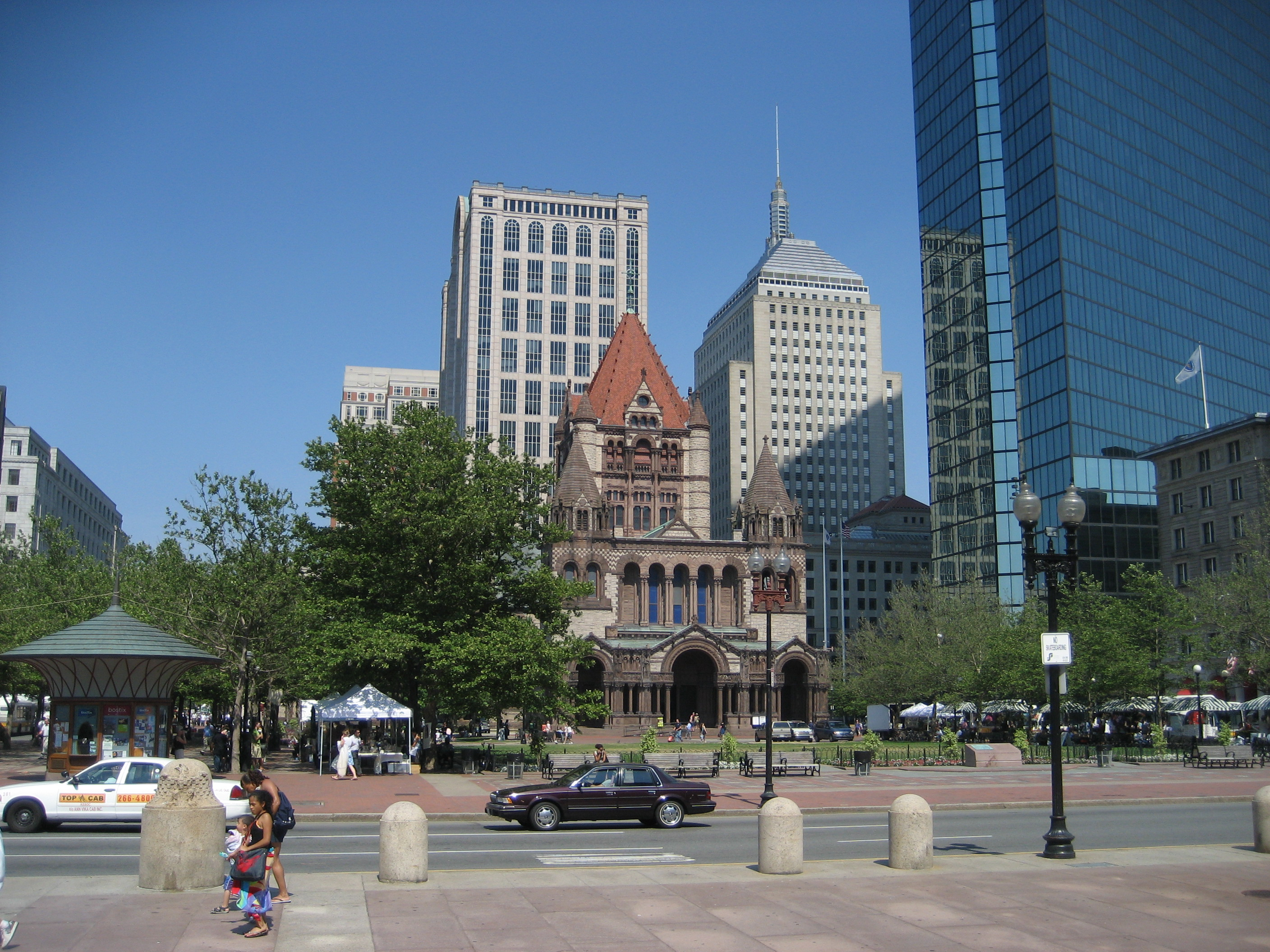
Copley Square med Trinity Church i bakgrunden

Copley Square är ett torg i Boston i USA, uppkallat efter målaren John Singleton Copley. Torget ligger i området Back Bay, avgränsat av gatorna Boylston Street, Clarendon Street, St. James Avenue och Dartmouth Street.
Torget är känt för det stora antalet viktiga arkitektoniska byggnader som ligger omkring, av vilka många är officiella landmärken.

## Externa länkar

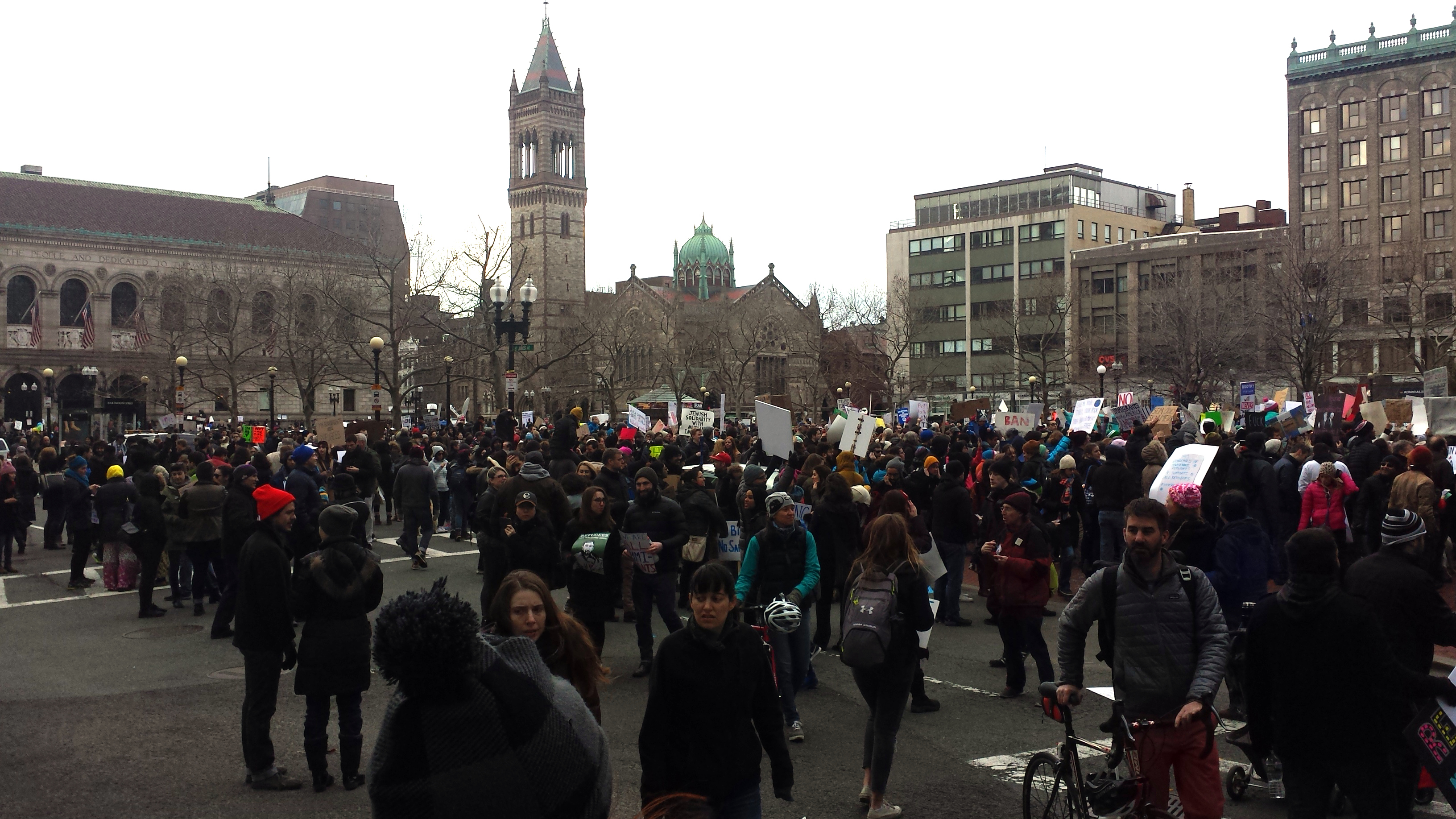
Protest in Copley Square, Boston, MA against Executive Order "Protecting the Nation from Foreign Terrorist Entry into the United States". Photograph taken at 3:14 PM, at the end of the 1–3pm event.